# 辻瑆
辻 瑆（つじ ひかる、1923年1月23日 - 2024年5月14日）は、日本のドイツ文学者、翻訳家。東京大学名誉教授。

## 経歴
日本藝術院会員の画家・辻永の次男として東京に生まれる。成城高等学校（旧制）を卒業し、東京帝国大学独文科へ入学する。1947年、同大学を卒業。
1954年、東京大学教養学部助教授、のち教授となる。1984年に定年退官し、その後は放送大学教授を務めた。ミュンヘン大学名誉評議員。

## 家族・親族
- 父：辻永は画家。
- 兄：辻昶はフランス文学者[2]。

## 著書
- 『ドイツ文學』（通信教育大学講座） 1966
- 『ドイツ語 3』（放送大学教育振興会） 1989

### 編著・共著
- 『カフカの世界』（荒地出版社） 1971
- 『ドイツ語 2-A』（グンヒルト・ニゲシュティヒ共編著、旺文社、ラジオ大学講座)  1983
- 『ドイツの旅』（Magda Ferenbach, Barbara Noonan共著、朝日出版社） 1984
- 『ドイツ語1 その1』（中山純共著、放送大学教育振興会） 1985
- 『文学の東西』（芳賀徹共編、放送大学教育振興会） 1988
- 『ドイツ語 2』（中山純、放送大学教育振興会） 1989
- 『ドイツの言語文化』1 - 2（三島憲一共編著、放送大学教育振興会） 1990
- 『ドイツ語 4』（ニゲシュティヒ共編著、放送大学教育振興会） 1991

## 翻訳
- 『哀愁のモンテ・カルロ / 女の二十四時間』（ツヴァイク、角川文庫） 1953
- 『恋愛論』（ゲオルク・ジンメル、高橋義孝共訳、玄海出版社） 1953
- 『フランツ・カフカ』（マックス・ブロート、斎尾鴻一郎共訳、みすず書房） 1955  
  - 『フランツ・カフカ』（マックス・ブロート、林部圭一、坂本明美共訳、みすず書房） 1972、再版 1987
- 『狭い谷 黒い山 ヒッタイト帝国の秘密』（C・W・ツェーラム、みすず書房） 1959
- 『学校に行くコルネリ』（スピリ、白水社、少年少女文学全集9） 1961
- 『世界城塞物語』（エーゴン・アイス、内垣啓一共訳、河出書房新社） 1962
- 『歴史の決定的瞬間』（ツヴァイク、白水社） 1964、新版 1997
- 『城 / 変身 / 流刑地にて / 判決』（カフカ、中央公論社、世界の文学39） 1966、新版 1994
- 『審判』（カフカ、岩波文庫） 1966
- 『ハイネ詩集』（三笠書房、世界の名詩集） 1967
- 『実存と人生』（カフカ、白水社） 1970、新版 1996、2024 - アフォリズムと日記より抜粋
- 『青春彷徨 / 車輪の下 / 春の嵐 / デーミアン』（ヘッセ、山下肇・吉田正己共訳、筑摩書房） 1977
- 『ミレナへの手紙』（マックス・ブロート編、新潮社、カフカ全集8） 1981、復刊 1992
- 『未来は開かれている アルテンベルク対談・ポパー=シンポジウム(ウィーン)記録』（カール・R・ポパー, コンラート・ローレンツほか、クロイツァー編、思索社） 1986